# Referat Vauck
Referat Vauck war die inoffizielle aber gebräuchliche Bezeichnung des Referats 12 der Inspektion 7 Gruppe VI (In 7/VI), also der kryptanalytischen Gruppe, des Oberkommandos des Heeres (OKH) mit Sitz am Matthäikirchplatz, unweit des Bendlerblocks, in Berlin.

## Geschichte
Das Referat wurde zum 1. August 1942 in Ergänzung der anderen Referate der In 7/VI beim OKH errichtet. Grund war die Arbeitsüberlastung der für die Funküberwachung zuständigen Gruppe OKW/WNV/Fu III beim Oberkommando der Wehrmacht (OKW), genauer, im für das Funkwesen zuständigen Abteilung der Amtsgruppe Wehrmachtnachrichtenverbindungen (WNV) des OKW.
Mit der Leitung des neugegründeten Referats 12 wurde der damals 45-jährige Oberleutnant Wilhelm Vauck (1896–1968) betraut. Aufgabenschwerpunkt waren „Agentenverfahren“, also die Funkaufklärung und Entzifferung von Agentenfunk, somit Aufgaben, wie sie auch von Fu III bearbeitet wurden. Möglicherweise nicht nur aufgrund der räumlichen Nähe der beiden Dienststellen in Berlin, gab es eine enge Zusammenarbeit zwischen dem Referat Vauck und Fu III. Früh im Jahr 1943 wurden beide unter der Chiffrierabteilung des Oberkommandos der Wehrmacht (OKW/Chi) zusammengelegt. Als die Funkabwehr im Herbst 1943 nach Dorf Zinna (bei Jüterbog) verlegt wurde, ging das Referat mit. Es bearbeitete Funknetze außer in Deutschland in Ländern wie Frankreich, Spanien, Belgien, den Niederlanden, Polen, der Tschechoslowakei, der Sowjetunion und Ländern in Südosteuropa. Mit den Aufgaben wuchs auch die Personalstärke des Referats von 26 auf 40 Personen.
Eine der heute bekannten Operationen des Referats Vauck war das „Englandspiel“. Dabei handelte es sich um eine deutsche Spionageabwehraktion, die dazu führte, dass Dutzende Agenten der britischen Special Operations Executive (S.O.E) bereits unmittelbar nach ihrem Fallschirmabsprung über den von Deutschen besetzten Niederlanden durch die Sicherheitspolizei festgenommen werden konnten.